# Stiglucka

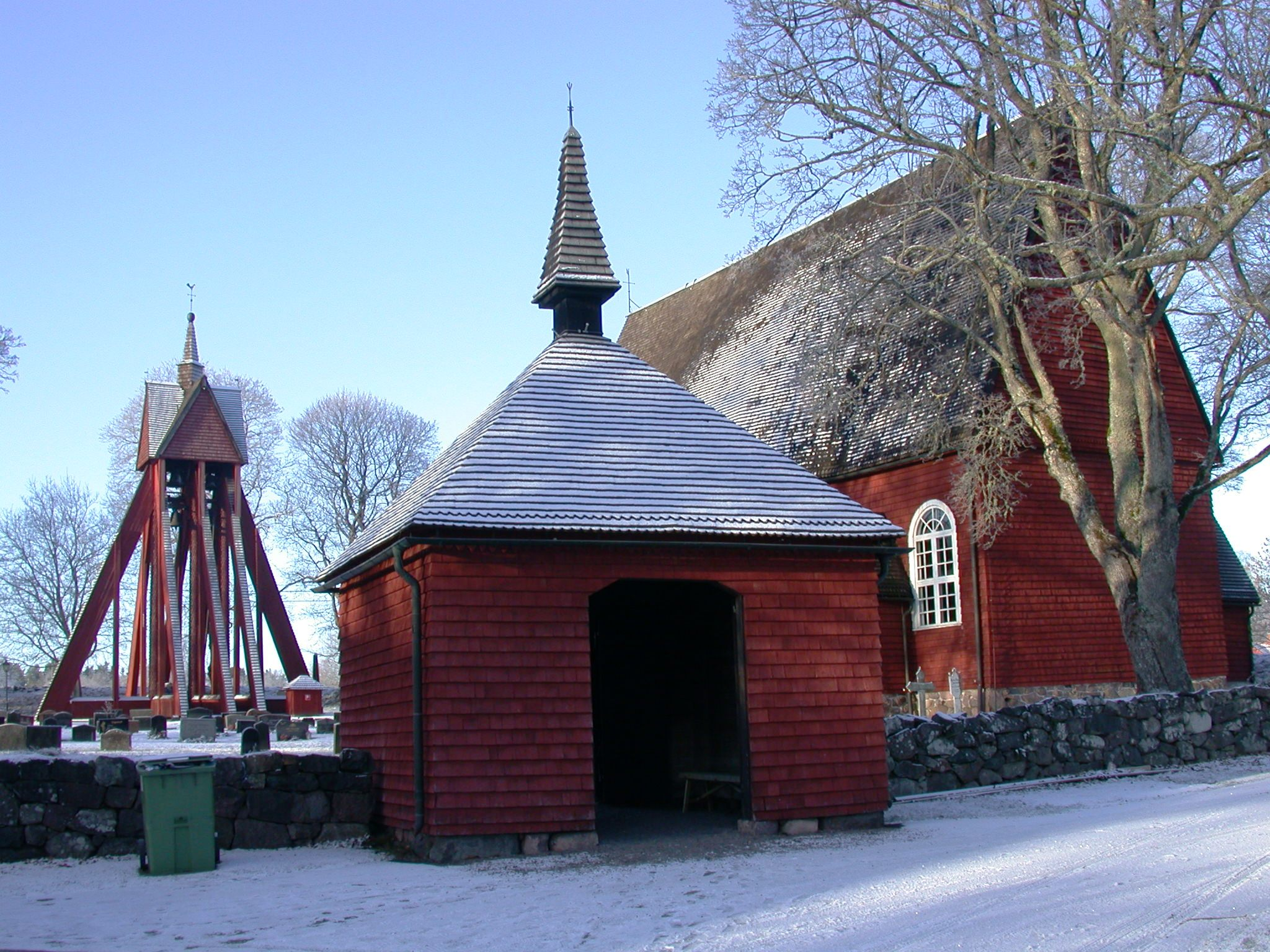
Stigluckan vid Kråksmåla kyrka.

Stiglucka, stigport, steglucka eller stegport är en sorts överbyggd kyrkogårdsgrind. Ofta var det trappor på båda sidor av porten, där dess underdel inte öppnades, utan stegs över, vilket gett konstruktionen dess namn.
I nutida kyrkogårdsmurar syns ofta stigluckan som ett litet hus, inbyggd i kyrkogårdsmuren, med en port med portvalv i bottenplanet genom vilken man går för att komma in på kyrkogården.
Kyrkogården och kyrkobyggnaden var under medeltiden helig mark som lydde under den kyrkliga jurisdiktionen. Ingen fick begå något fridsbrott på dessa platser; människor på flykt kunde temporärt finna en fristad innanför kyrkans fysiska område. Bröt man mot dessa lagar drabbade bannlysningen tungt. 
Vid blodsdåd hade biskopen att infinna sig och med vigvatten stänka bort det onda som hänt på platsen. Med dessa regler blev det därför tidigt ett krav på att tydligt markera denna fysiska gräns mellan Kristi mark och världen.
De äldsta kyrkogårdshägnaderna har sannolikt bestått av mycket enkla trägärden. Efterhand förändrades dessa till kraftiga träkonstruktioner eller stenmurar. Ingångarna markerade entrén mellan världsligt och andligt, en för medeltidsmänniskan mycket påtaglig realitet. Stor omsorg ägnades därför utformandet av dessa ingångar. 
Ordet ”lucka” kanske[källa behövs] åsyftar själva portkonstruktionen som ofta var i två delar där den nedre bildade en hög tröskel. Med sådan utformning hindrades djuren att komma in på kyrkogården. Många medeltida stigluckor försvann under 1700- och 1800-talen. 
Stigluckor av trä har varit mycket vanliga men de äldsta i detta material torde numera vara från 1600-talet eller senare, som exempelvis i Nättraby i Blekinge och Granhults kyrka, Växjö stift, Småland. På Gotland finns bortåt ett 60-tal luckor fortfarande bevarade, många av sten. 
Vissa stigluckor är uppförda i två våningar. I Vendels kyrka i Uppland finns över ingången ett litet rum som kanske använts som bostad, kanske som ett välkommet härbärge för vandringsmän. 
Exempel finns också på att dessa överbyggnader under medeltiden använts som tillfälliga predikstolar där prästen kunnat tala till den på kyrkogården församlade menigheten. En sådan funktion kan stigluckan i Trönö gamla kyrka i Hälsingland ha haft.

## Bildgalleri

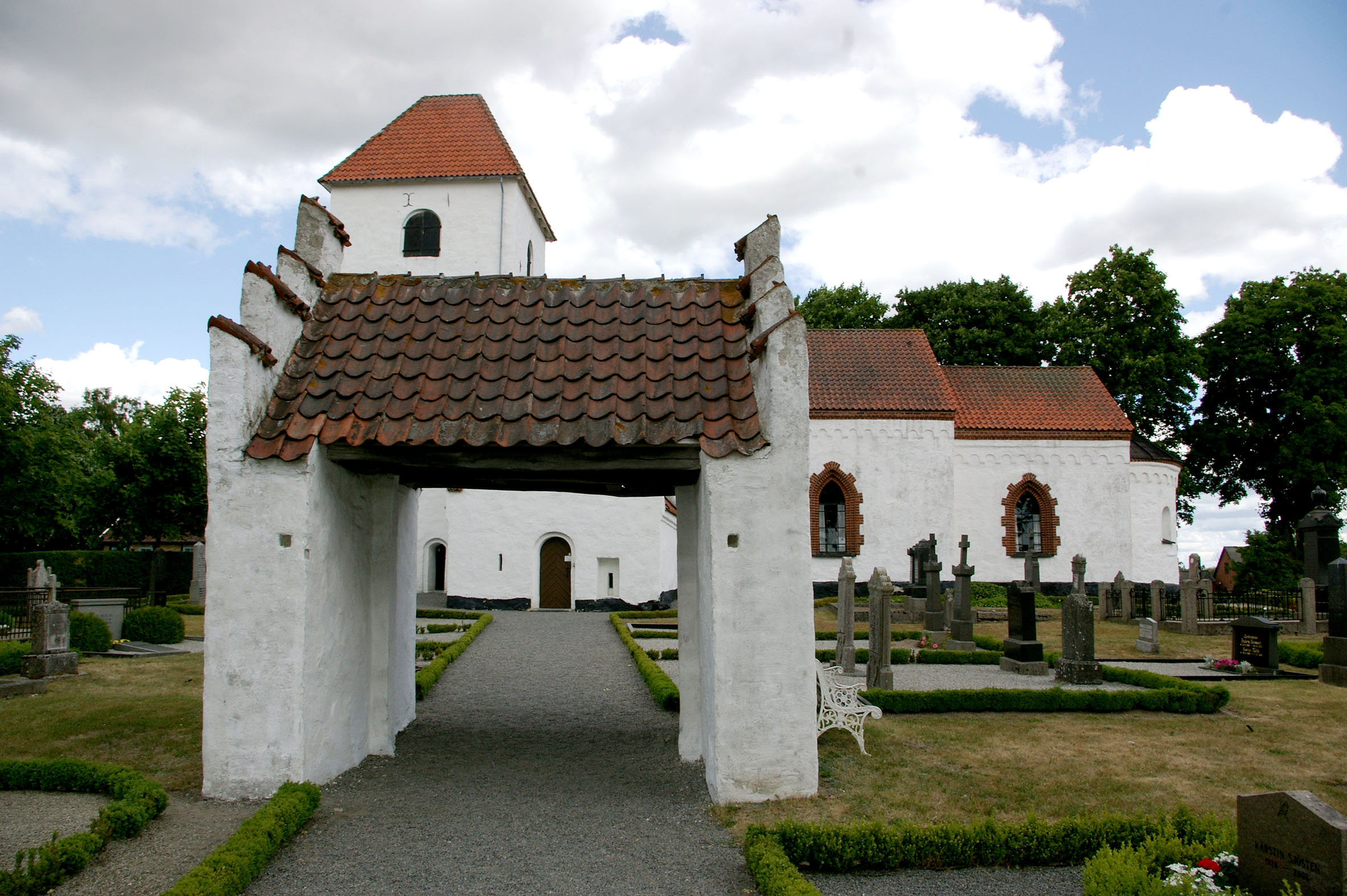
Everlövs kyrka i Skåne.
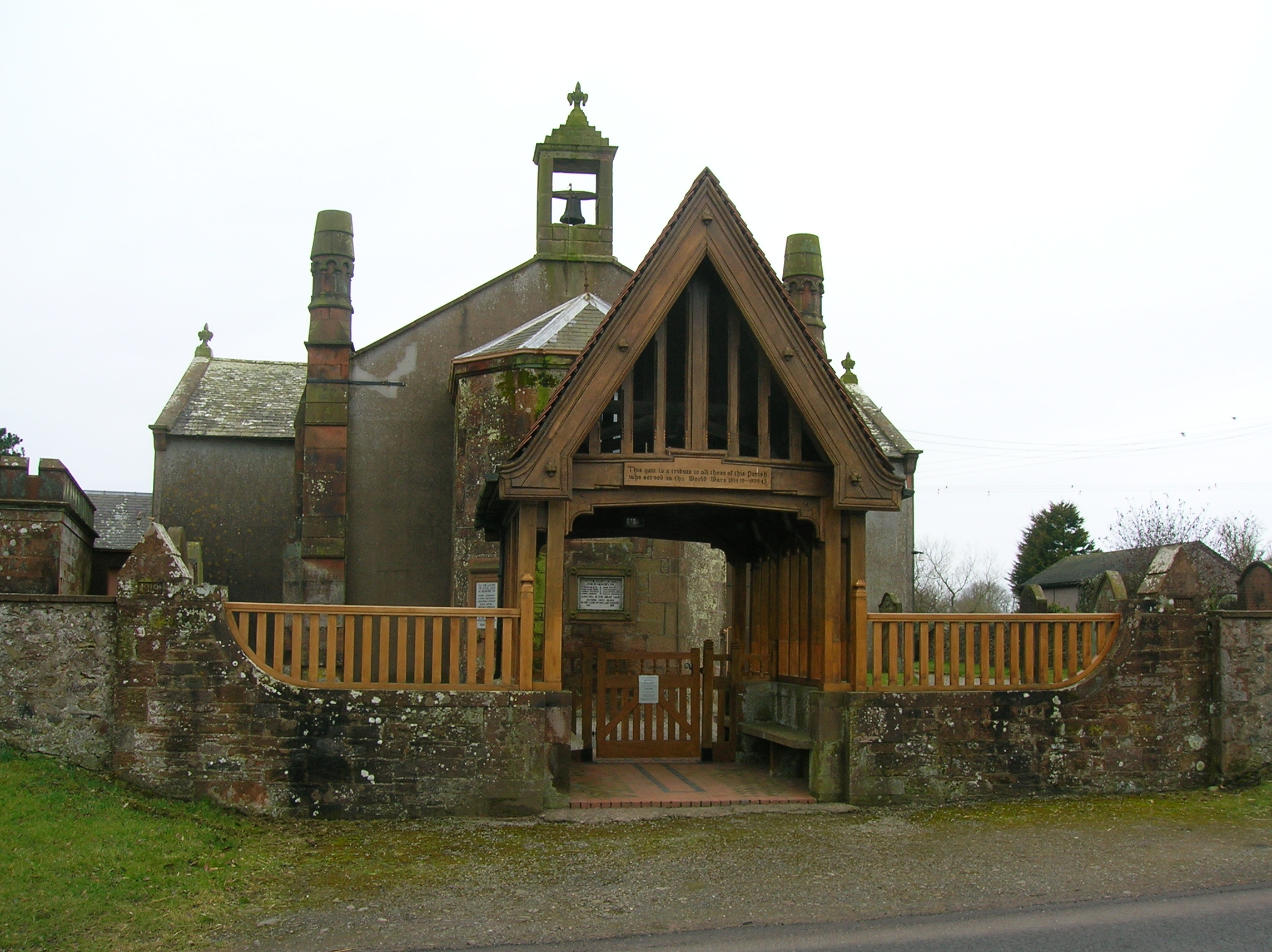
Cummertrees kyrka i Skottland
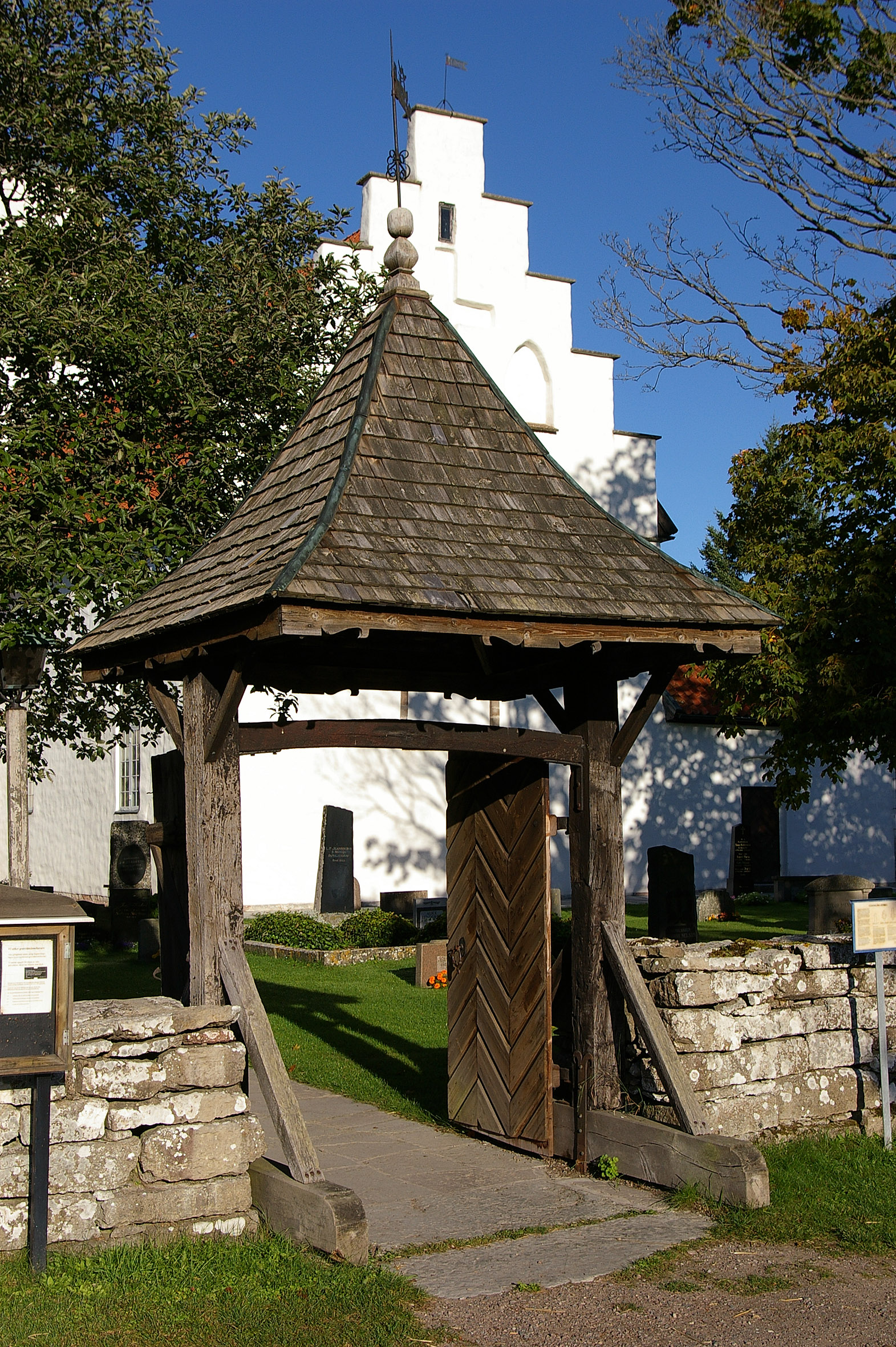
Gärdslösa kyrka på Öland
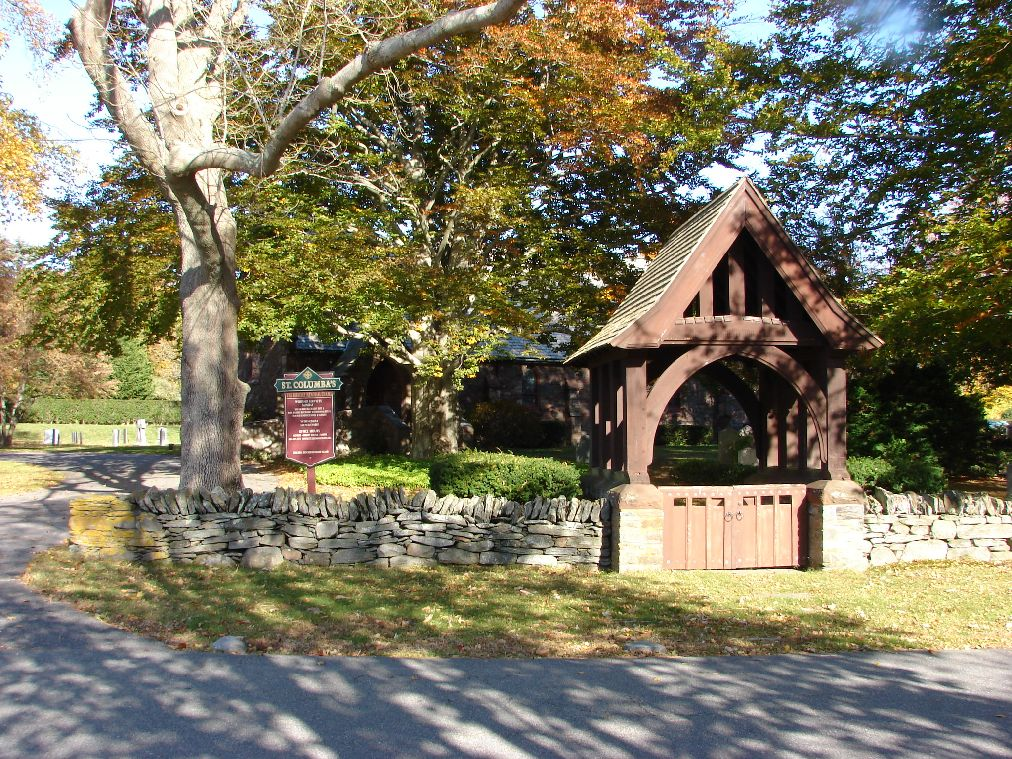
St. Columba's Chapel i Middletown, Rhode Island